# Angelica Domröse
Angelica Domröse (Berlino, 4 aprile 1941) è un'attrice tedesca.

## Biografia
Scoperta a sedici anni dal regista Slatan Dudow, che la fece esordire da protagonista nel film Verwirrung der Liebe, in seguito ha studiato recitazione alla Accademia del Cinema di Babelsberg. Dopo il diploma, si è unita alla Berliner Ensemble e in seguito alla compagnia della Volksbühne.
Tra le maggiori star femminili della Germania Est, ha vinto per tre volte il premio "Attrice televisiva dell'anno", ed ha ottenuto un grande successo critico e di pubblico grazie al film di Heiner Carow Die Legende von Paul und Paula. Nonostante le idee politiche convintamente socialiste, in seguito al caso internazionale riguardante l'espulsione di Wolf Biermann nel 1980 ha deciso di espatriare in Germania Ovest insieme al marito Hilmar Thate, dove ha continuato con successo la sua carriera.

## Filmografia parziale
- Verwirrung der Liebe, regia di Slatan Dudow (1959)
- An französischen Kaminen, regia di Kurt Maetzig (1963)
- Julia lebt, regia di Frank Vogel (1963)
- Chronik eines Mordes, regia di Joachim Hasler (1965)
- Ein Lord am Alexanderplatz, regia di Günter Reisch (1967)
- Já, spravedlnost, regia di Zbyněk Brynych (1968)
- Die Legende von Paul und Paula, regia di Heiner Carow (1973)
- Fleur Lafontaine, regia di Horst Seemann (1978)
- Bis daß der Tod euch scheidet, regia di Heiner Carow (1979)
- Randale, regia di Manfred Purzer (1983)
- Die Verfehlung, regia di Heiner Carow (1992)

## Onorificenze
- 1976 - Premio nazionale della Repubblica Democratica Tedesca